# Maria Waschko

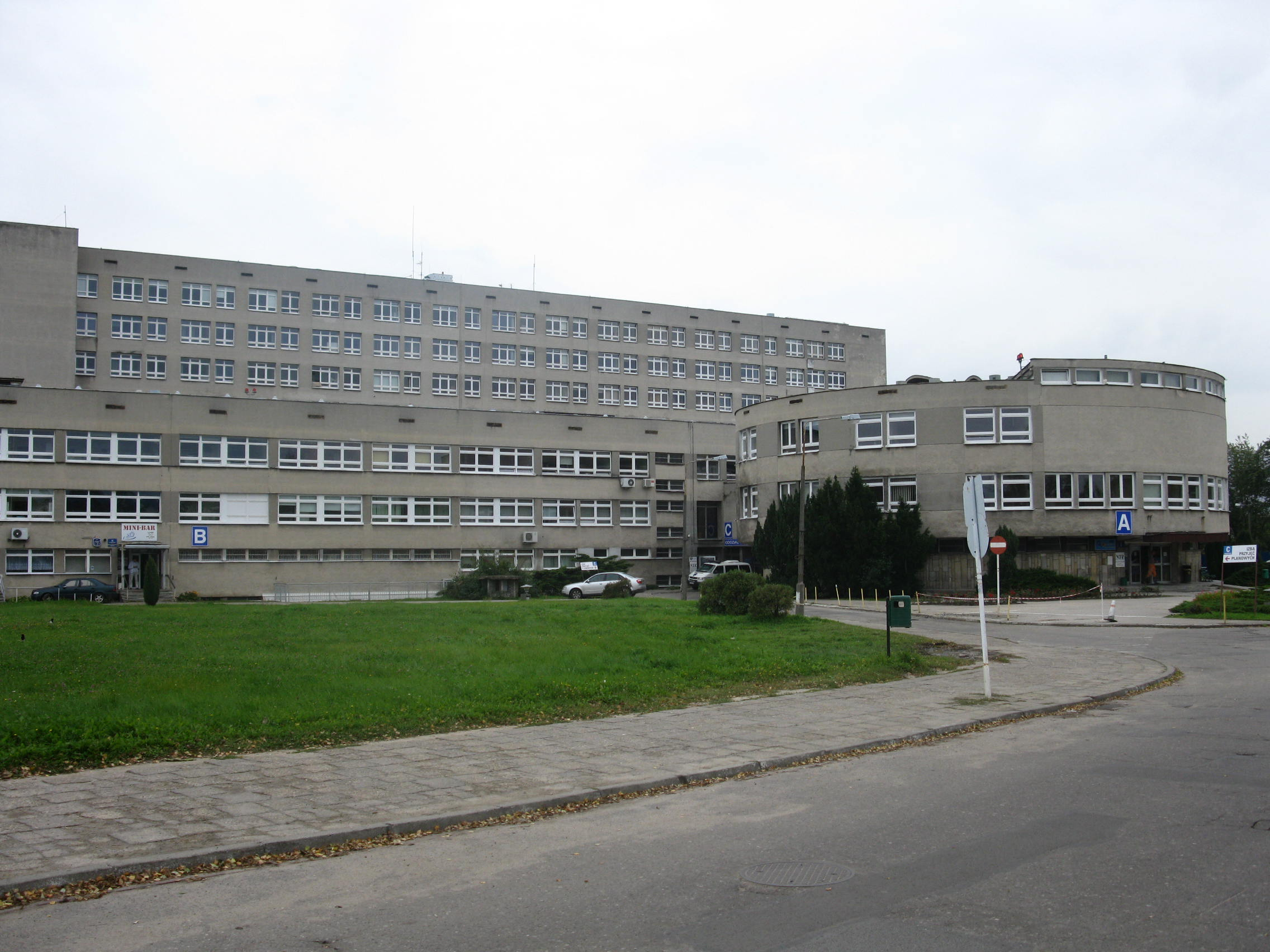
Hospital Provincial en Poznan

Maria Waschko (Toruń, 1925 - Poznań, marzo de 2007) fue una arquitecta modernista, asociada principalmente con Poznań y que operó principalmente en el campo de la salud pública.
Se graduó del Segundo Liceo en Poznań antes de la Segunda Guerra Mundial. En 1951, se graduó en la Facultad de Arquitectura de la Escuela de Ingeniería de Poznań. En los años 1950-1955 se graduó en la Dirección de Construcción de Viviendas para Trabajadores. De 1955 a 1973, fue una empleada de Poznań Miastorpojekt (como diseñadora). En 1968, recibió la insignia de plata de Miastoprojekt. Desde 1987 fue miembra de SARP y la Asociación de hospitalidad polaca.

## Trabajos
- Hospital general en Włocławek y las instalaciones que lo acompañan - 1957 - 1962
- Hospital Franciszka Raszeja en Poznań - Expansión - 1959 -1962
- Medical Lyceum en Szamarzewskiego en Poznań - Reconstrucción - 1961 -1962
- Hotel para enfermeras en Poznan con una clínica - Kazimierza Wielkiego / Mostowa - 1961-1964
- Casas residenciales para ferroviarios - Łukasiewicza / Zwarta y Łukasiewicz / Callier (Łazarz) - 1961-1966
- Hospital Provincial de Poznań (en equipo) - 1966-1972
- Przemysłowa Przychodnia Specjalistyczna en Poznań, Krańcowa - 1969 - 1973
- Extensión del Instituto de Rehabilitación de la Academia Médica de Poznań - 28 de junio de 1956 en Wildzie - 1964-1968 (coautoría)
- Edificio de oficinas, motel y bungalow en Acra (Ghana) - 1969 - 1974.

## Vida personal
La esposa de Sigmund Waschko - arquitecto-en relación con el Conocimiento y África. Fue con él una hija - Karinę. Ella murió después de varios años de enfermedad, así como el marido de la del año anterior (2006).